# كنيسة القديس جورج (القاهرة)
كنيسة القديس جورج أو كنيسة مارجرجس (باليونانية: Εκκλησία Αγίου Γεωργίου)؛ (بالعربية: كنيسة القديس جورج) هي كنيسة أرثوذكسية يونانية داخل قلعة بابل في القاهرة القبطية. وهي جزء من دير القديس جاورجيوس البطريركي المقدس التابع لبطريركية الروم الأرثوذكس بالإسكندرية وجميع إفريقيا. هي الكنيسة المستديرة الوحيدة في مصر.

## تاريخ بناء الكنيسة
تم تشييدها في القرن العاشر على قمة البرج الروماني بحصن بابليون. والكنيسة مرتبطة بدير سانت جورج. والكنيسة هي مقر كرسي بابا وبطريرك كنيسة الإسكندرية للروم الأرثوذكس.
تم إعادة بناء الهيكل الحالي بعد حريق عام 1904، انتهى البناء في عام 1909. منذ عام 2009، الدير القمص تمت زيارتها رتبة أسقف مع لقب أسقف بابلوس ( "أسقف بابل").

## معرض صور

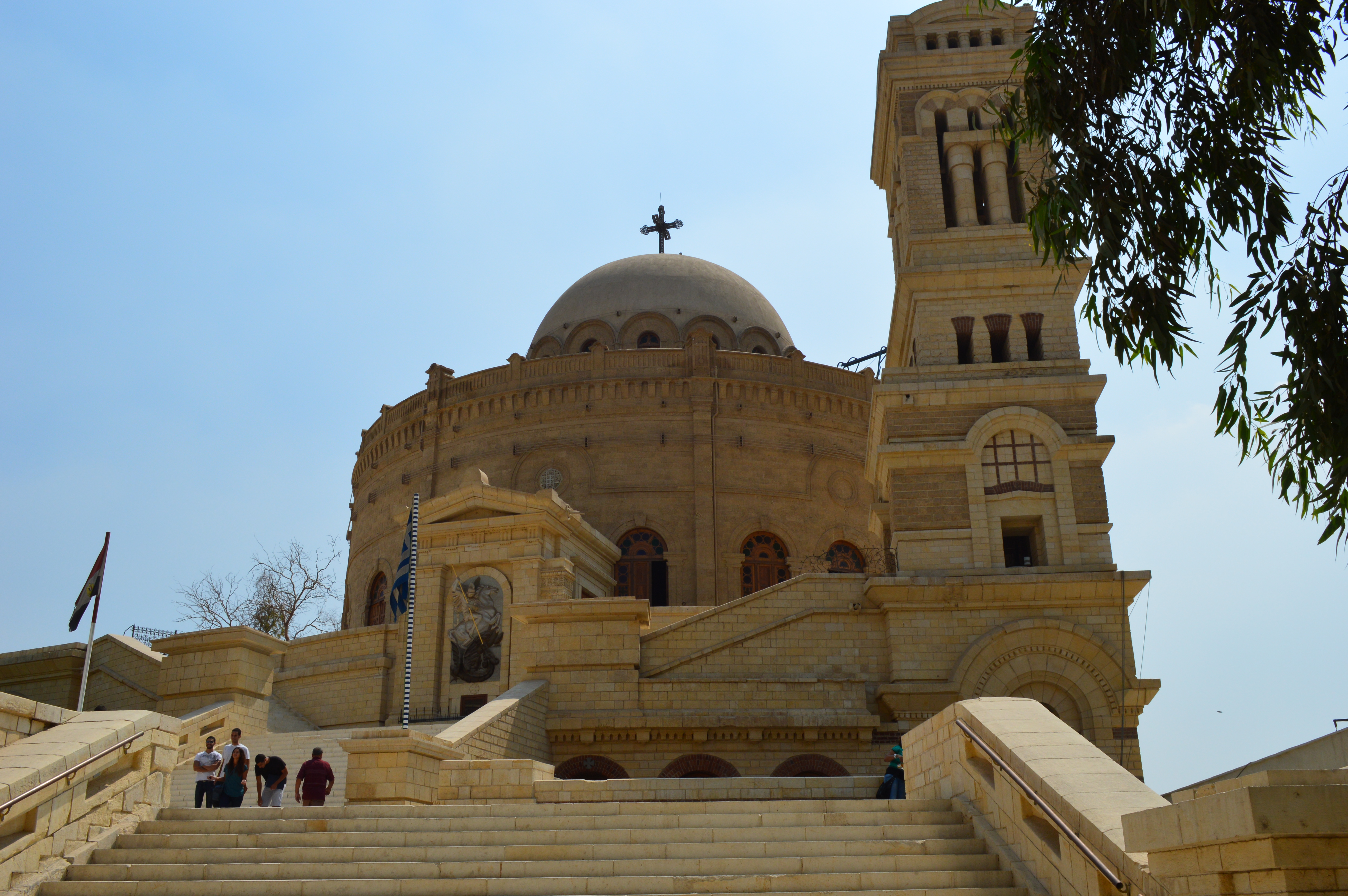
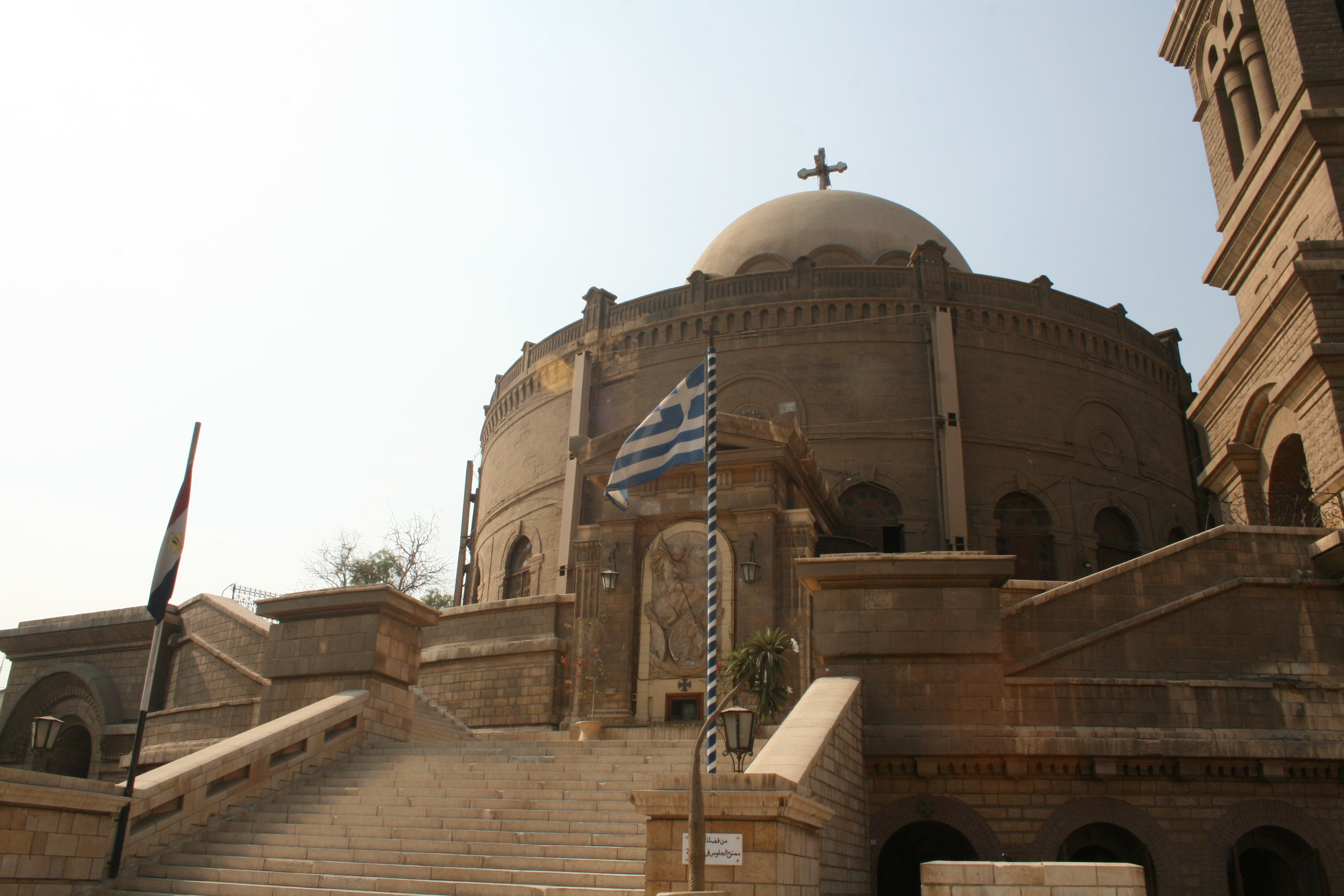
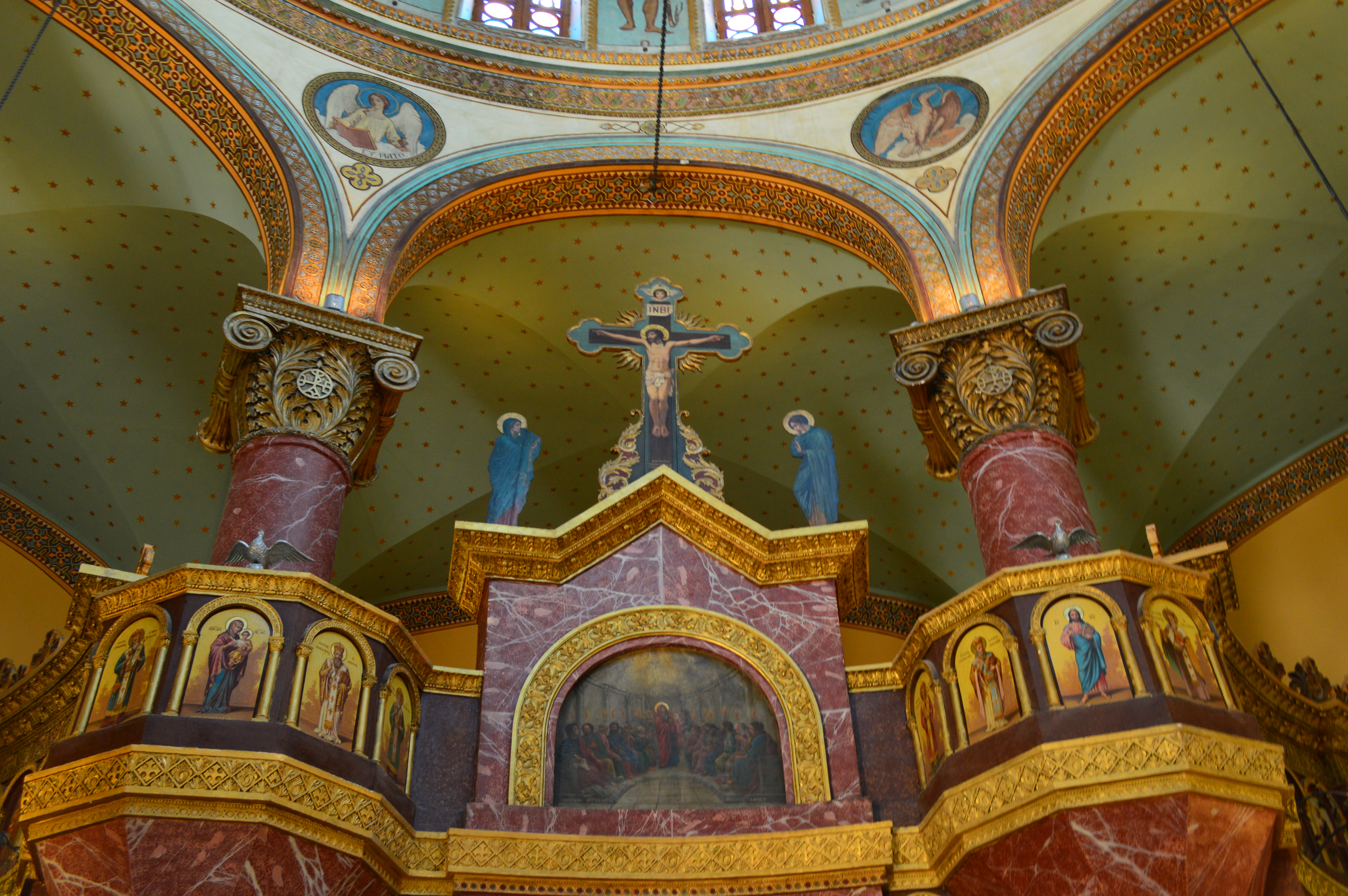
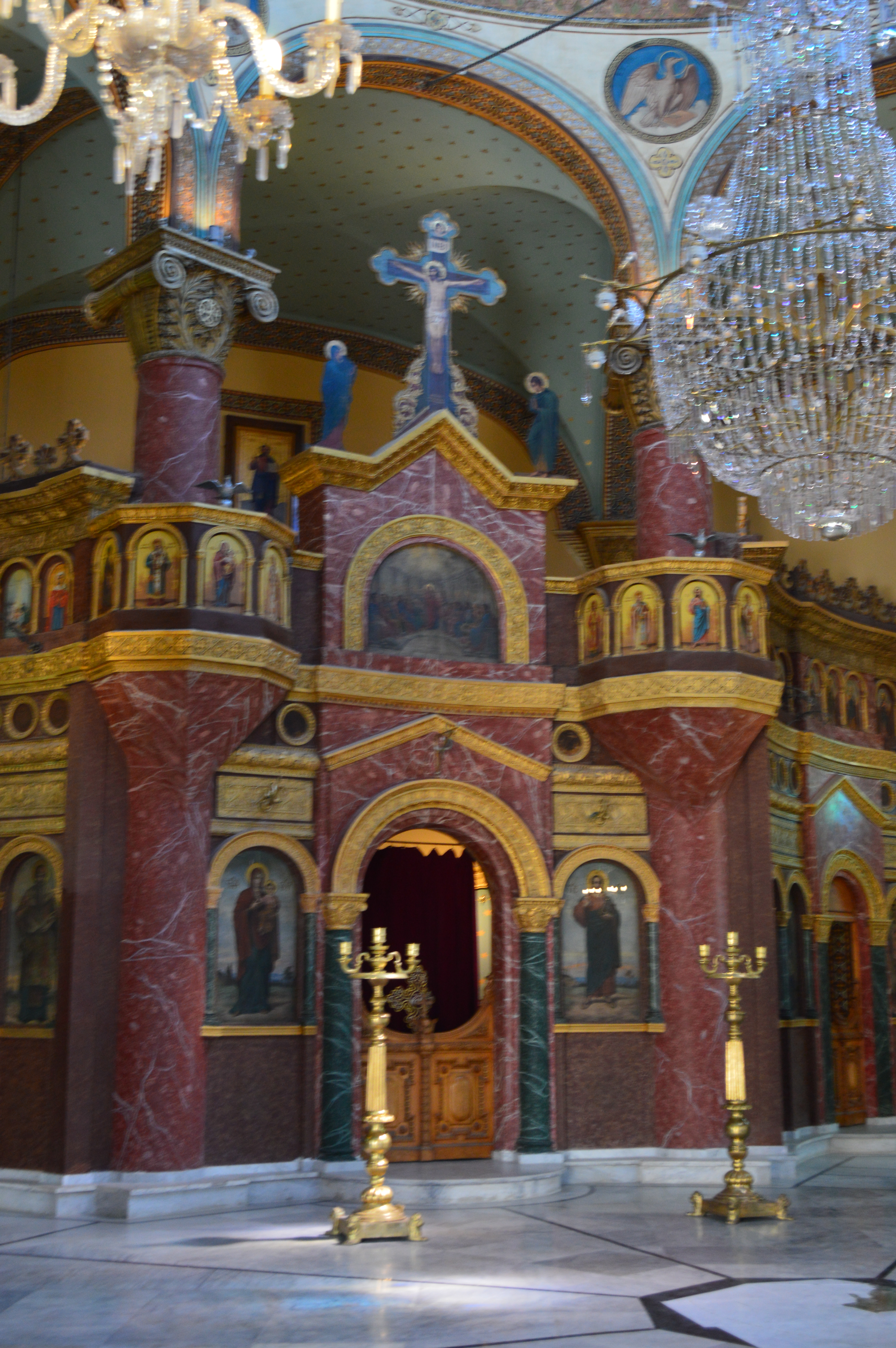
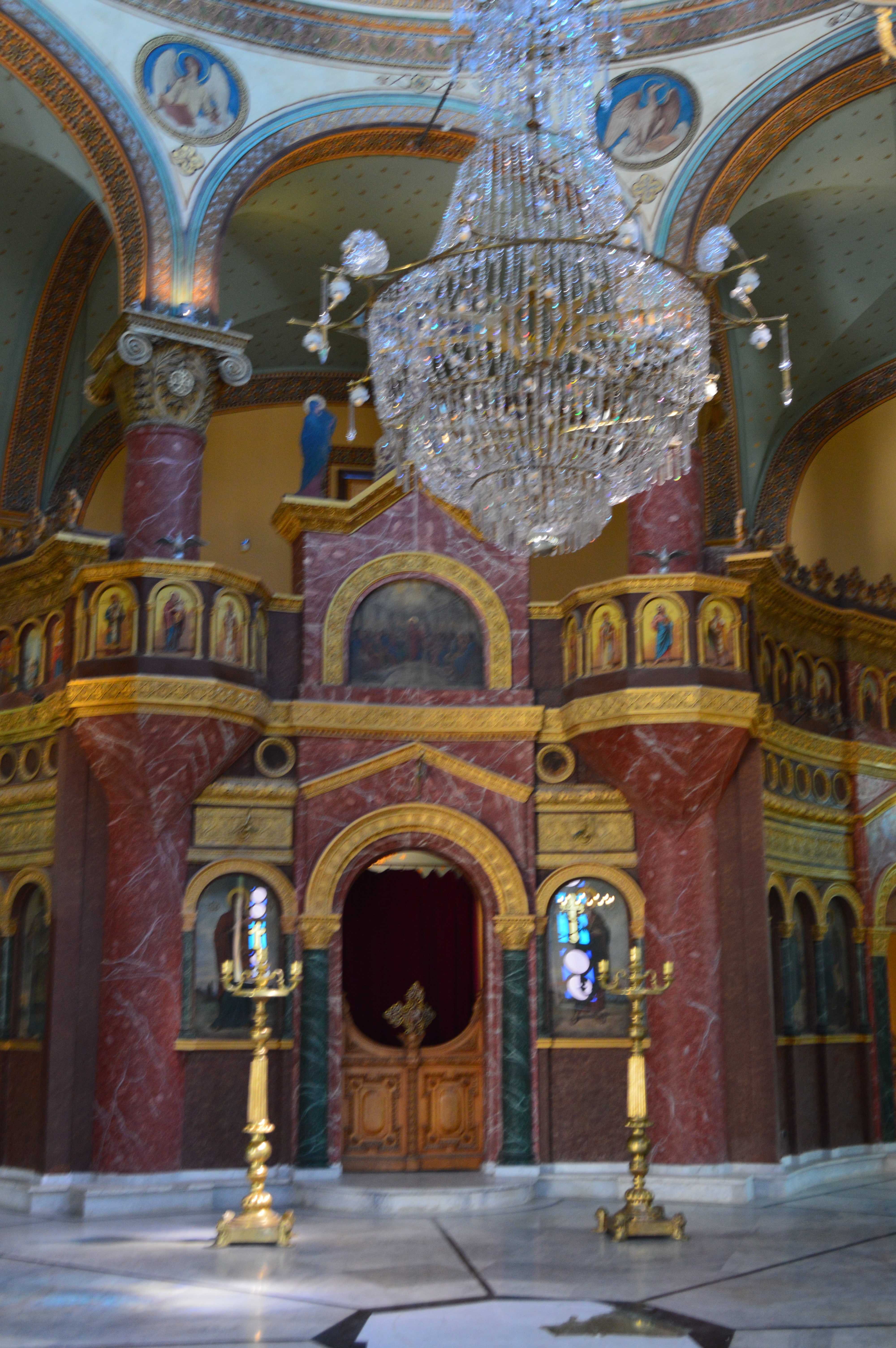
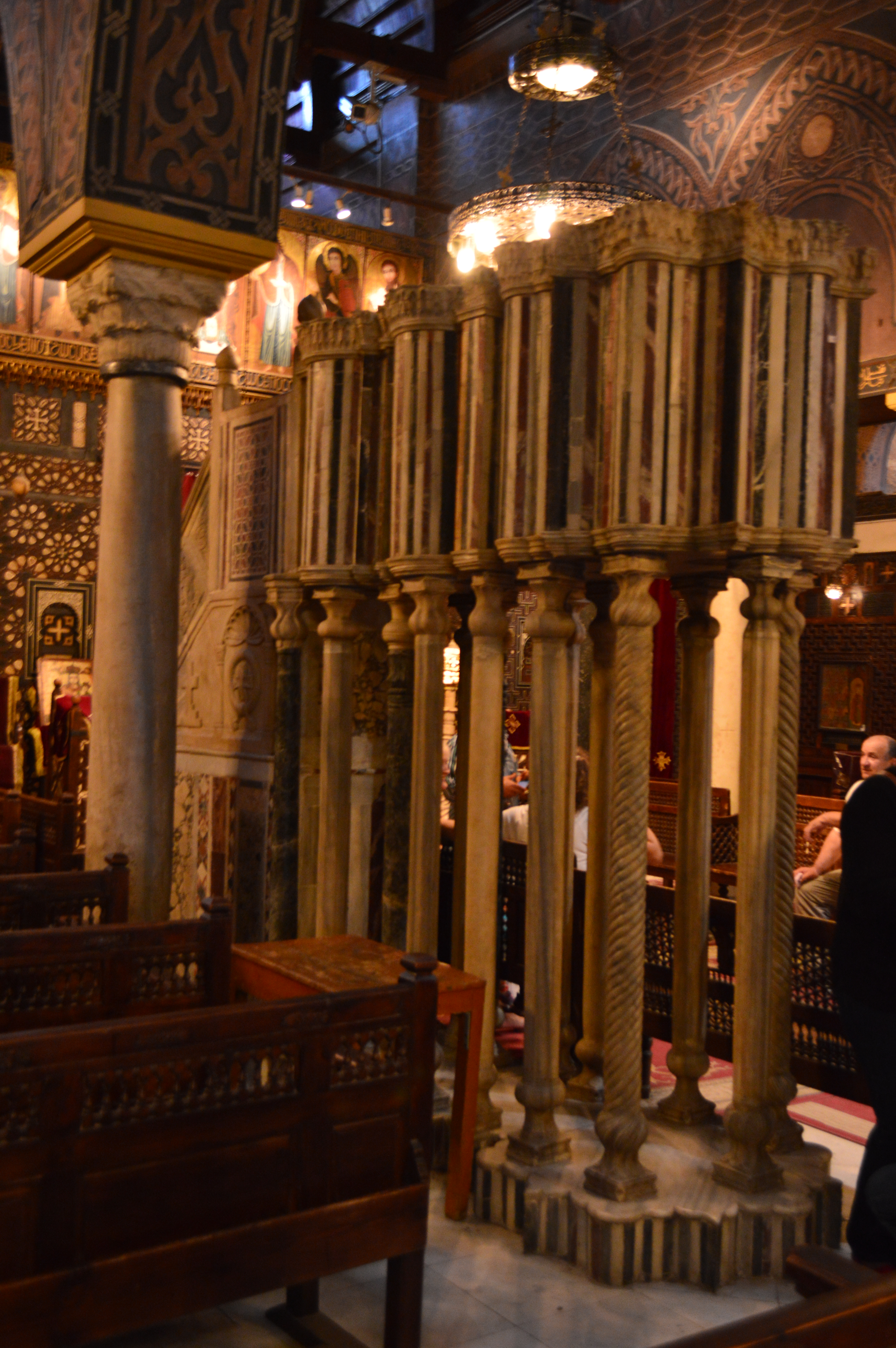
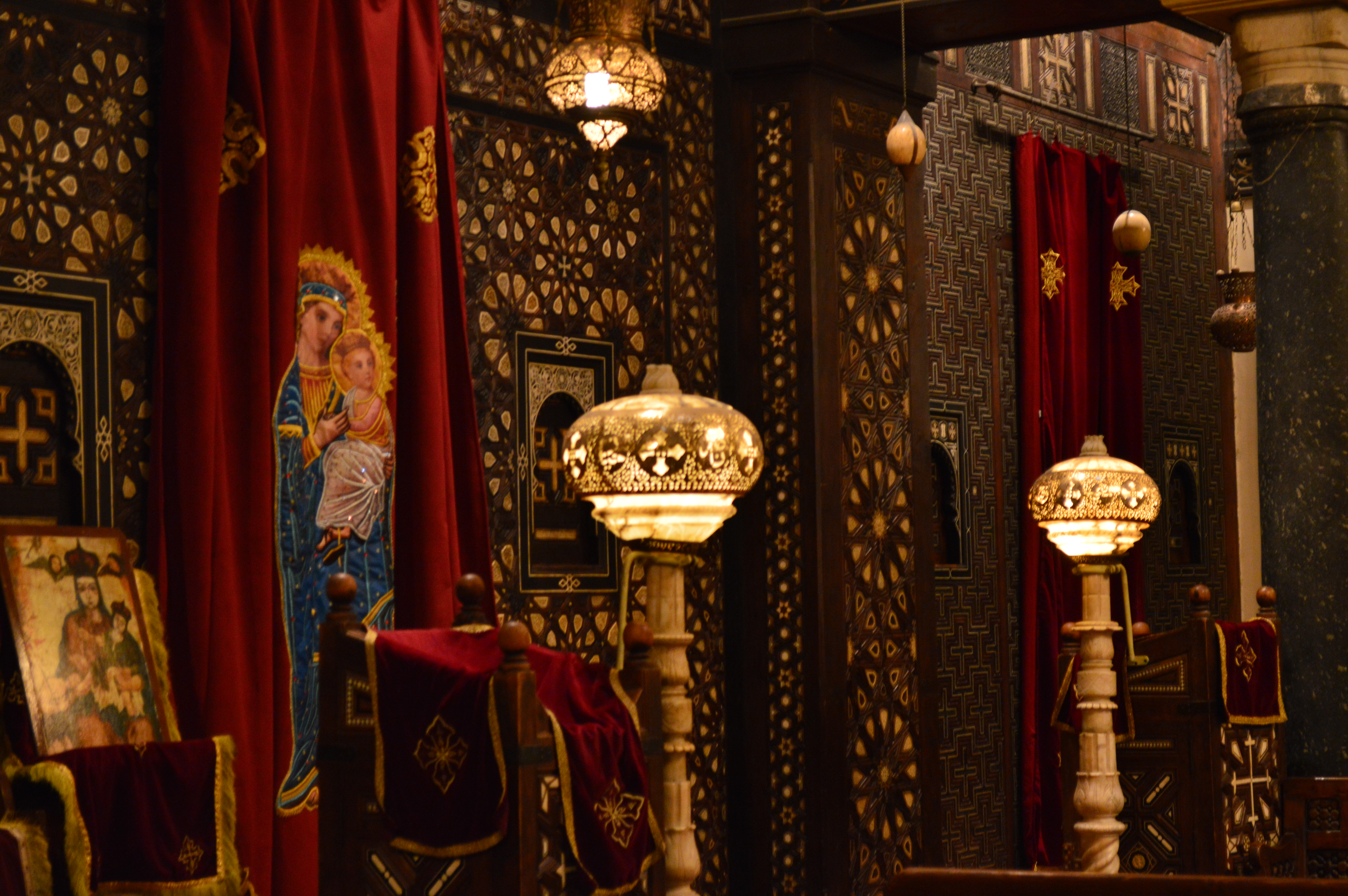
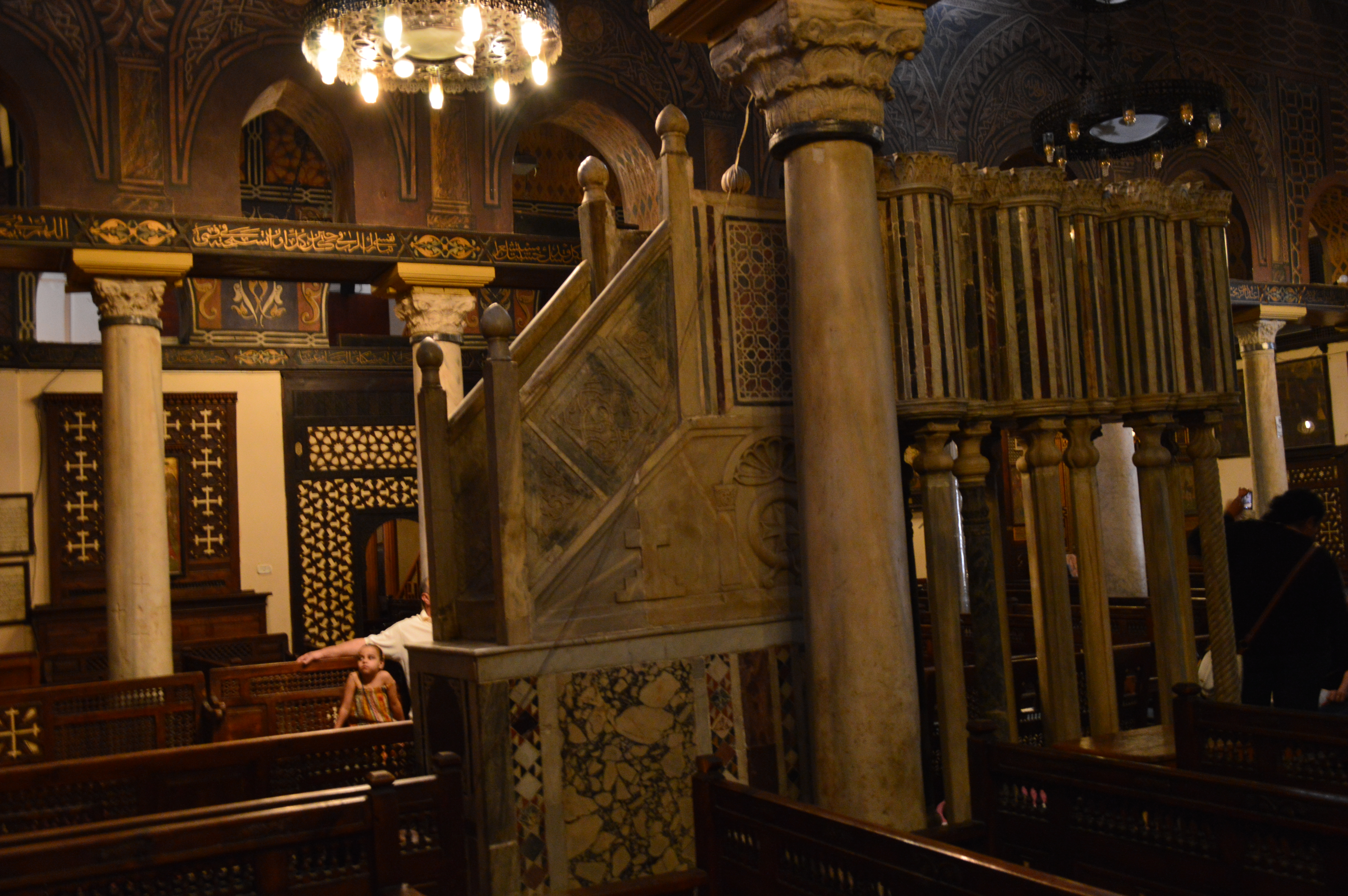
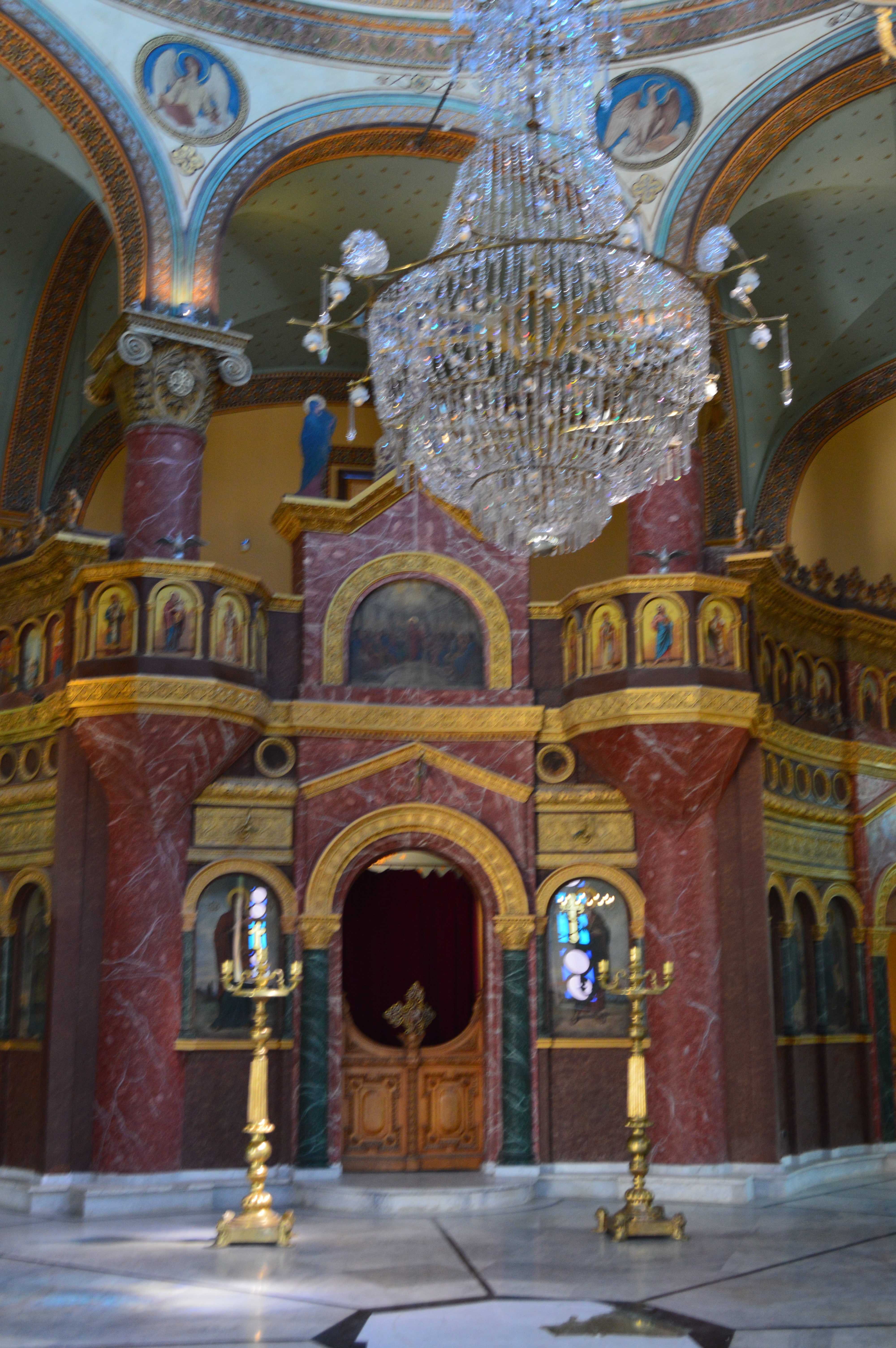
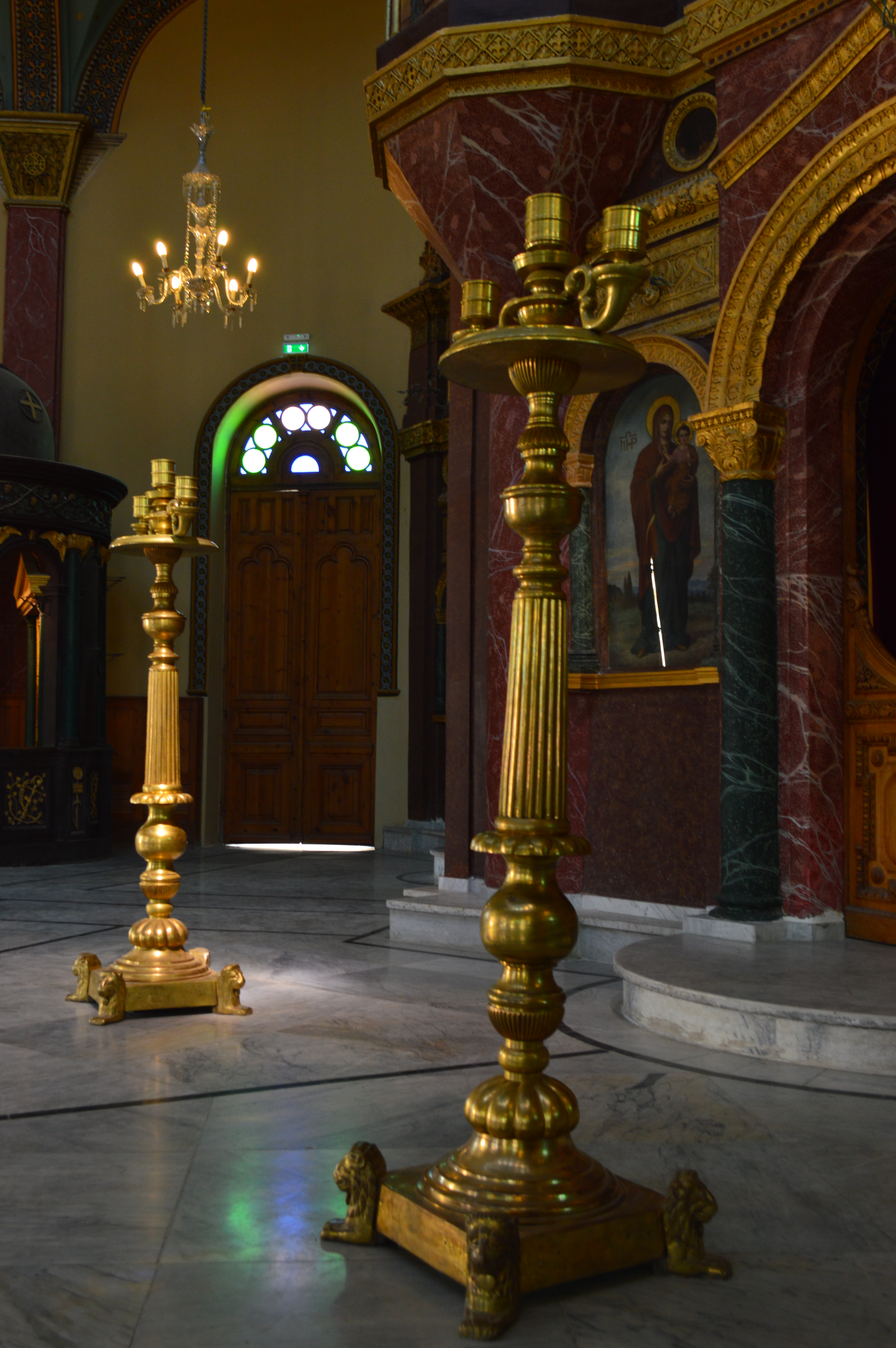
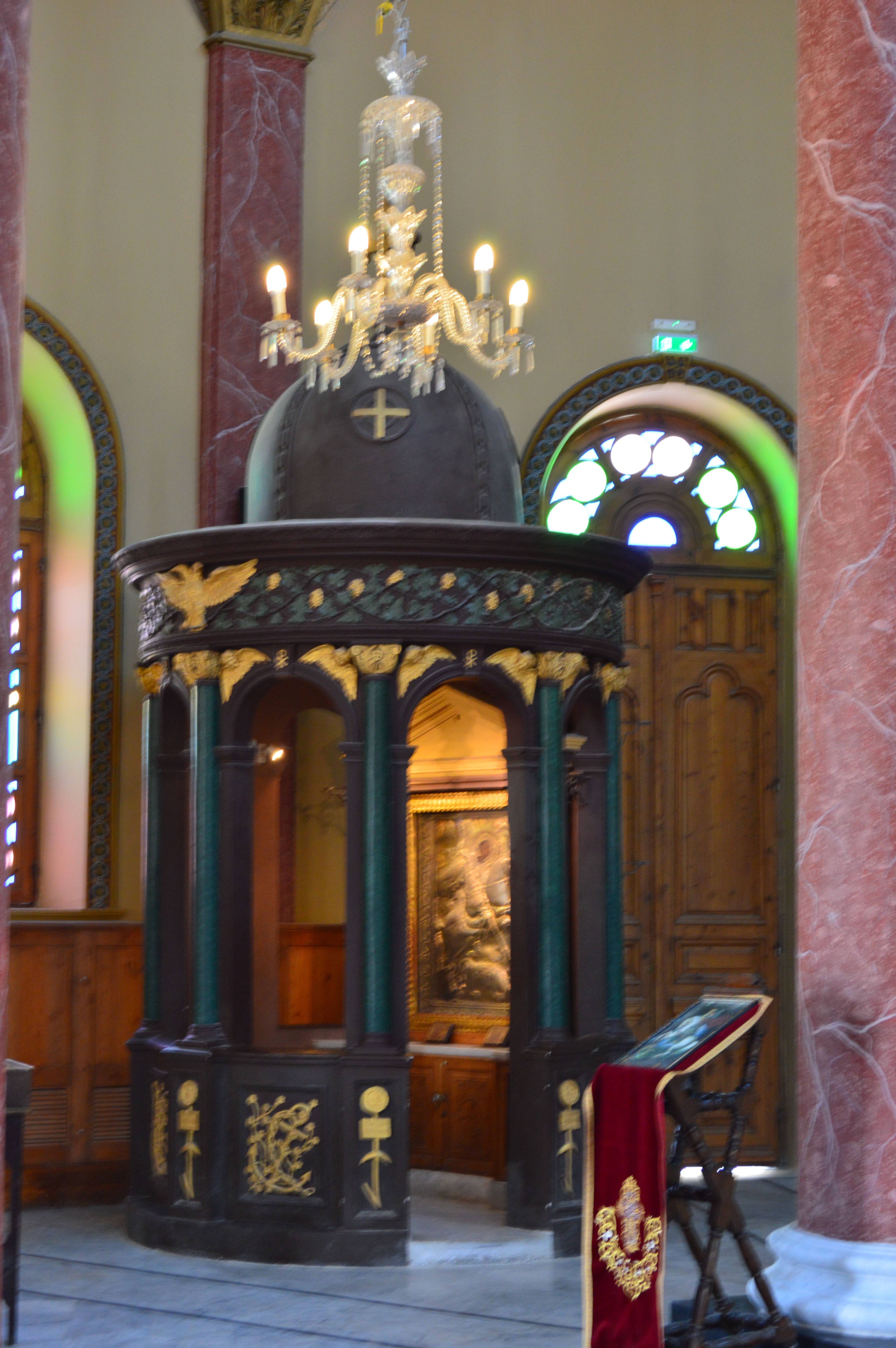
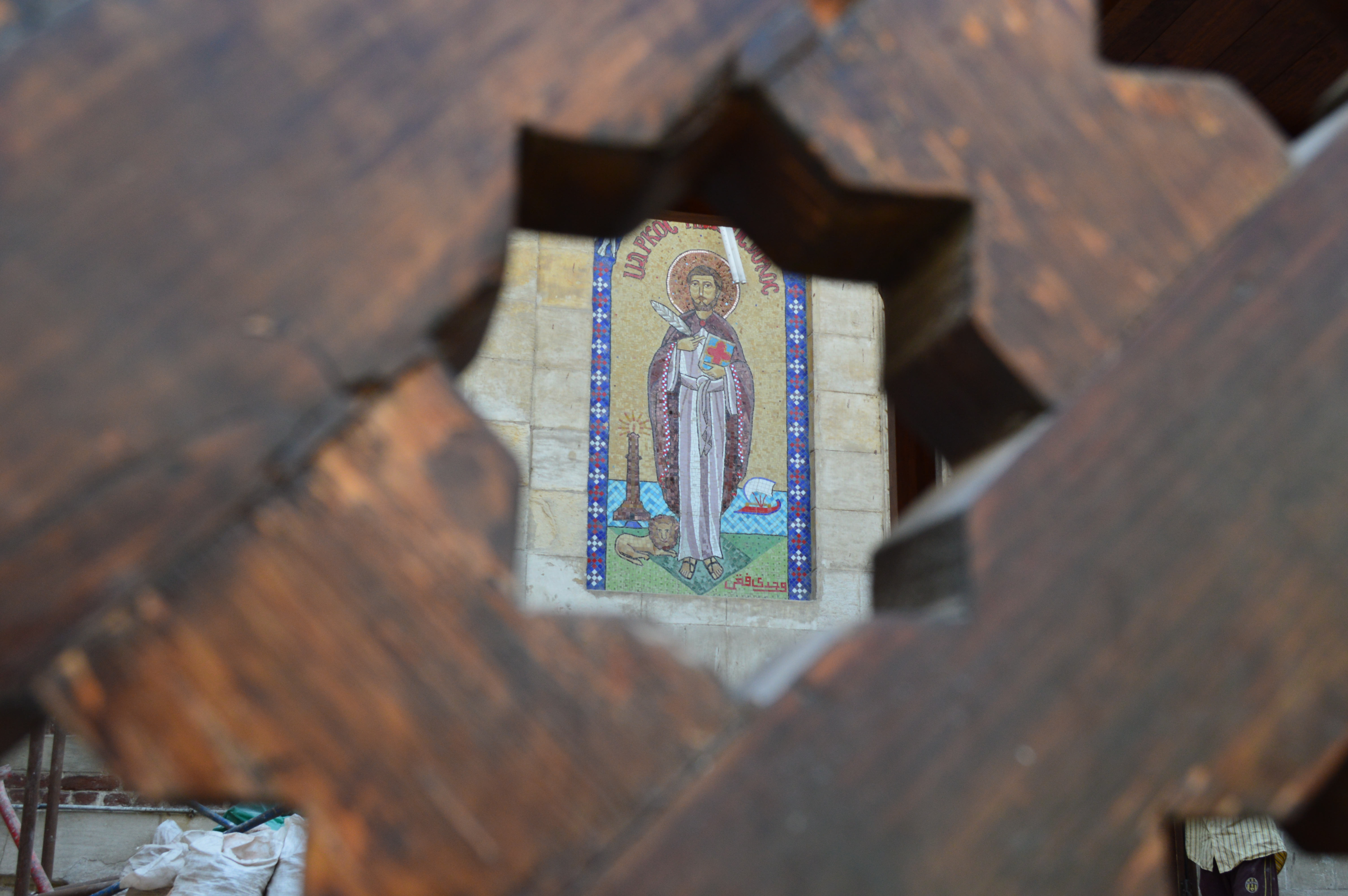
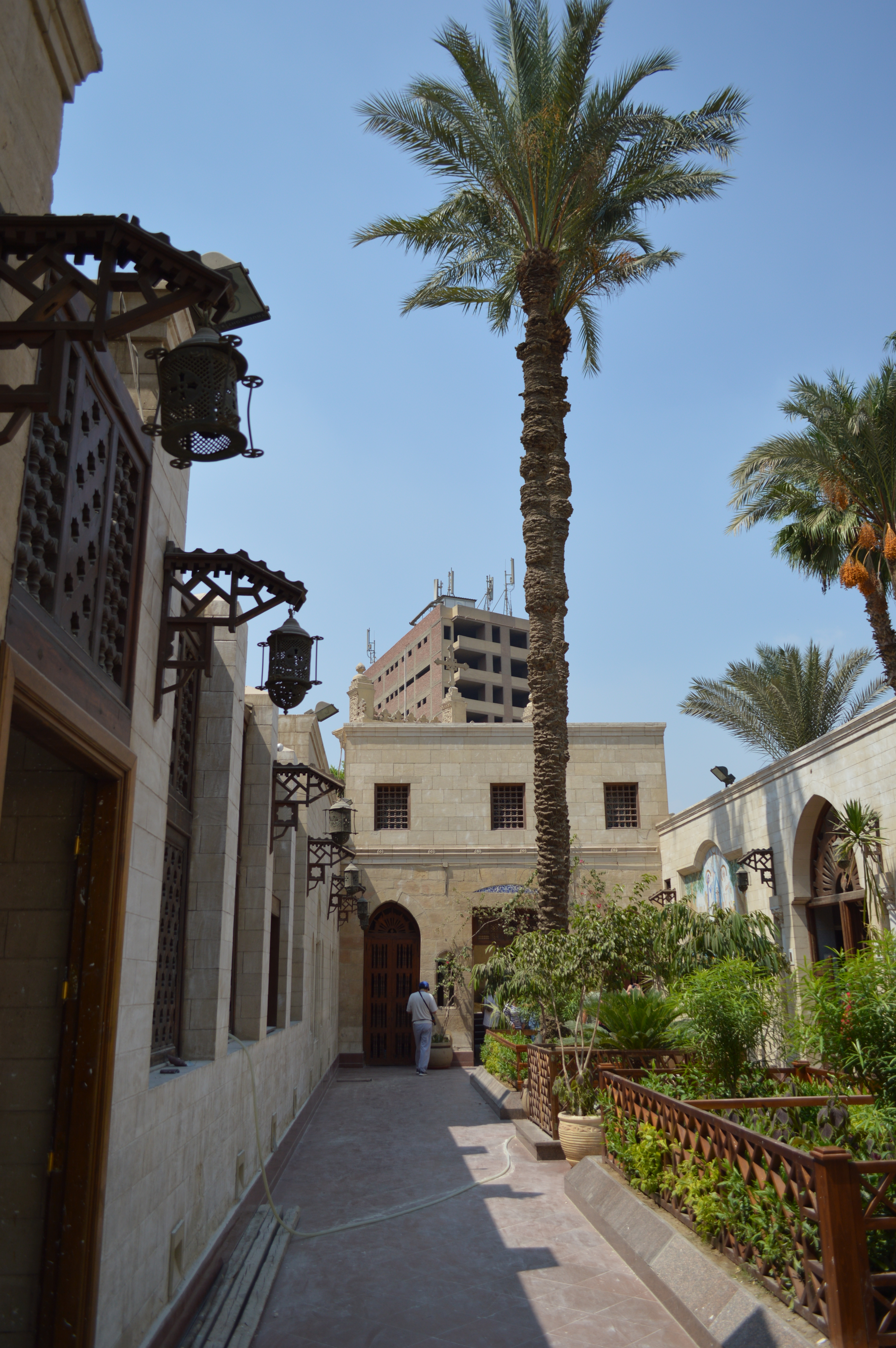
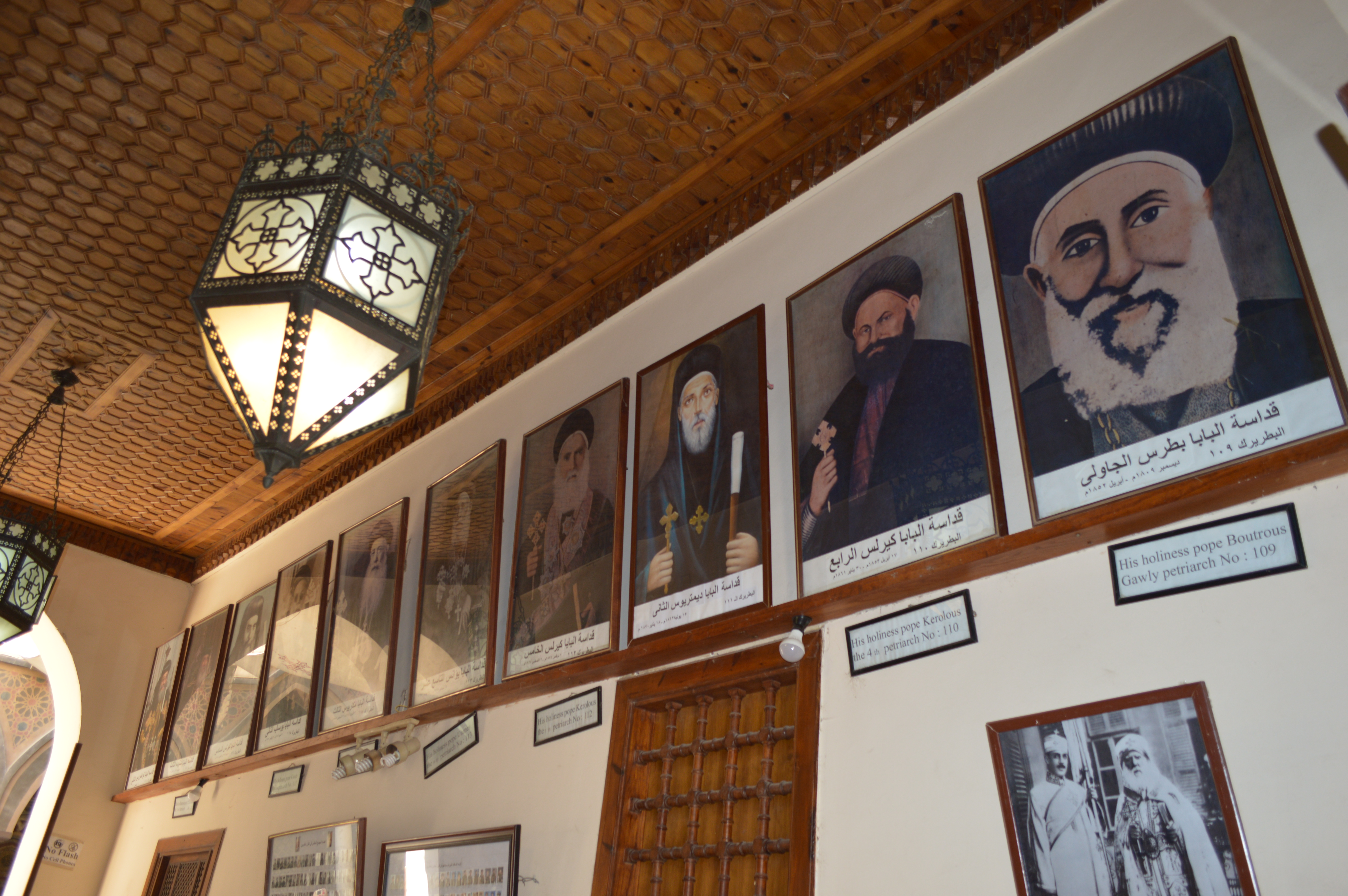
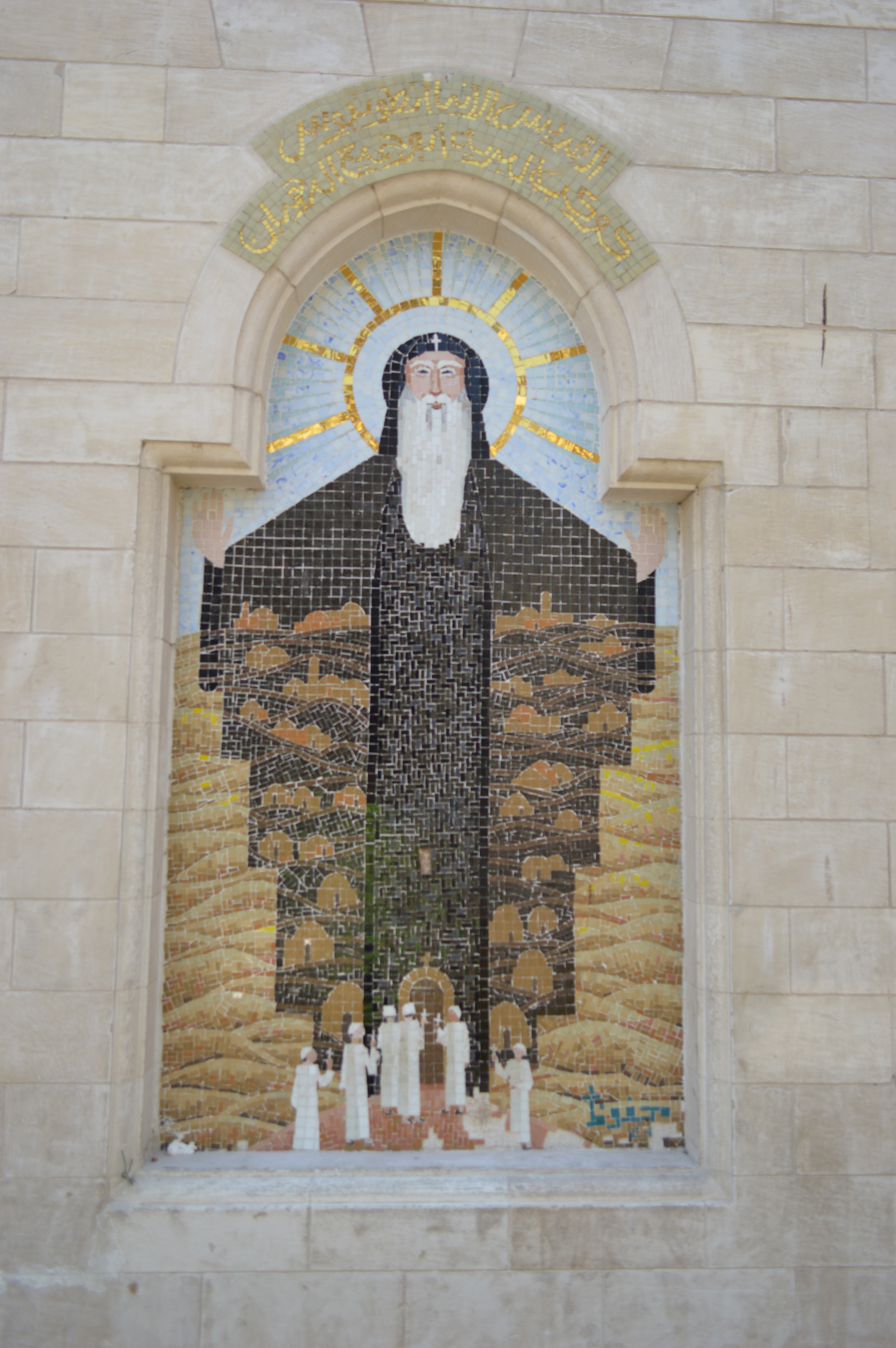
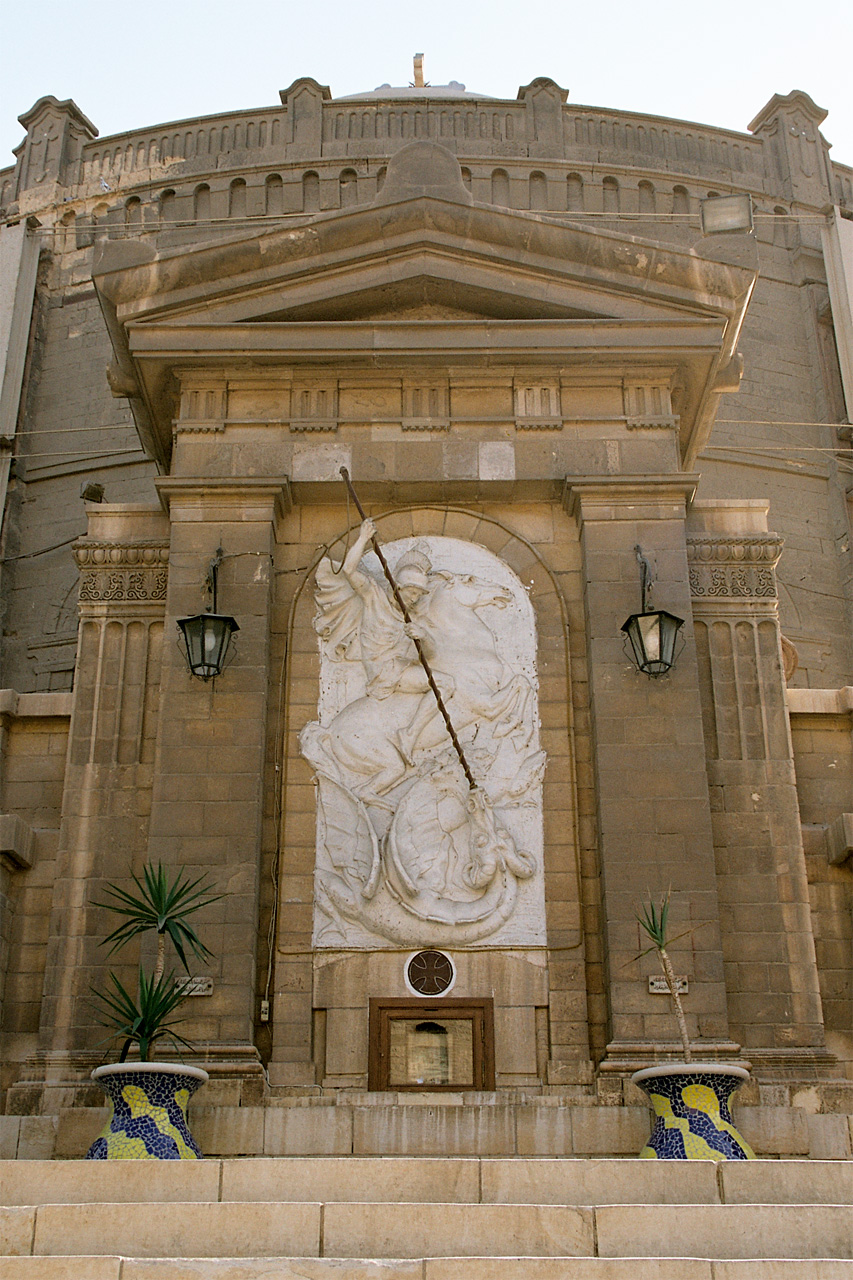
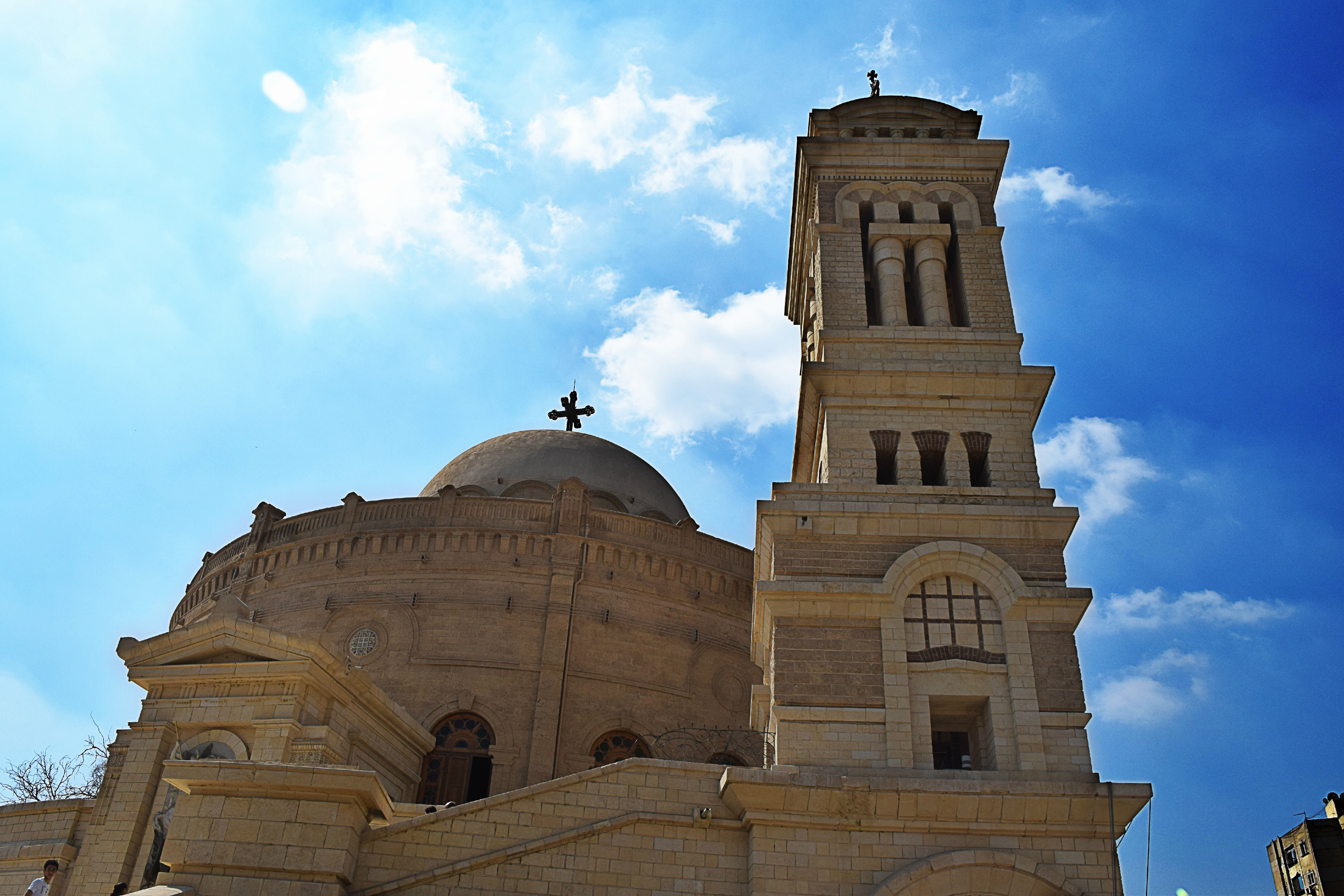